# Yegoryevsk

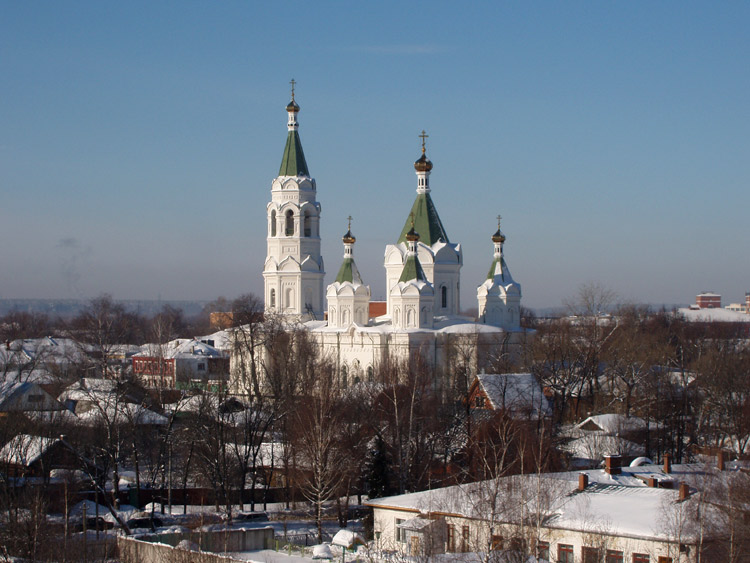
Một góc thành phố Yegoryevsk

Yegoryevsk (tiếng Nga: Егорьевск) là một thành phố Nga. Thành phố này thuộc chủ thể Moskva Oblast. Thành phố có dân số 68.303 người (theo điều tra dân số năm 2002). Đây là thành phố lớn thứ 228 của Nga theo dân số năm 2002.